# Sporting Life (1918)
Sporting Life is een Amerikaanse dramafilm uit 1918 onder regie van Maurice Tourneur. Het scenario is gebaseerd op het gelijknamige toneelstuk uit 1898 van de Britse auteurs Seymour Hicks en Cecil Raleigh. De film is wellicht zoekgeraakt.

## Verhaal
De jonge graaf van Woodstock verkeert in financiële nood. Hij is van plan om zijn geld terug te winnen met een bokser en een renpaard. Zijn gezworen vijand Malet de Carteret wil zijn plannen dwarsbomen. Hij laat zijn vrouw daarom de bokser verleiden, zodat hij geen aandacht meer besteedt aan het advies van zijn trainer en zijn verloofde. Als blijkt dat haar charmes geen vat hebben op de bokser, drogeert ze hem. De graaf moet noodgedwongen de plaats van de bokser innemen in de ring. Na een spannende wedstrijd verslaat hij een bokskampioen. De trawanten van De Carteret stelen intussen het renpaard, maar de geliefde van de graaf vindt het dier terug. Daarna ontvoert De Carteret de graaf, maar hij wordt bevrijd door de bokser. Ze komen juist op tijd op de renbaan om hun paard te zien winnen. De graaf wint daardoor zijn fortuin terug en hij kan trouwen eindelijk trouwen met zijn geliefde.

## Rolverdeling
| Acteur           | Personage           |
| ---------------- | ------------------- |
| Ralph Graves     | Graaf van Woodstock |
| Warner Richmond  | Joe Lee             |
| Charles Eldridge | Miles Cavanagh      |
| Charles Craig    | Malet de Carteret   |
| Henry West       | Straker             |
| Constance Binney | Norah Cavanagh      |
| Faire Binney     | Kitty Cavanagh      |
| Willette Kershaw | Olive de Carteret   |
| Harry Harris     | Crake               |
| Eddie Kelly      | Woodstock           |
| Clara Beyers     |                     |